# Paul Mendelssohn-Bartholdy
Paul Hermann Mendelssohn-Bartholdy (* 30. Oktober 1812 in Berlin; † 21. Juni 1874 in Charlottenburg) war ein deutscher Bankier.

## Leben

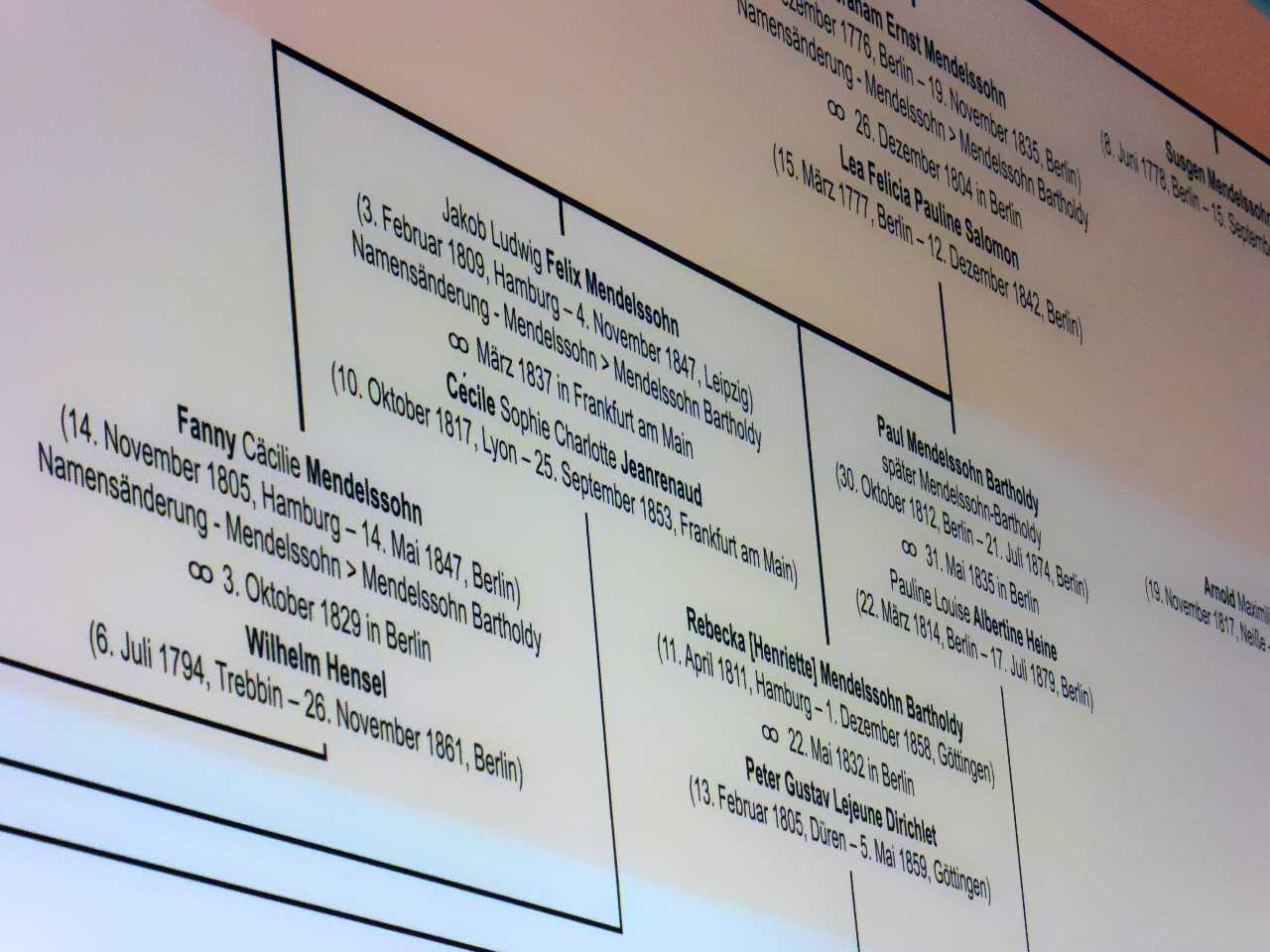
Ausschnitt aus dem Stammbaum der Mendelssohn-Familie mit Paul Mendelssohn-Bartholdy an der Wand der Dauerausstellung in der ehemaligen Kapelle auf dem Dreifaltigkeitsfriedhof I in Berlin-Kreuzberg

Er war ein Sohn des Bankiers Abraham Mendelssohn Bartholdy und seiner Frau Lea Mendelssohn Bartholdy, geb. Salomon. Seine Geschwister waren die Komponistin Fanny Hensel, der Komponist Felix Mendelssohn Bartholdy und Rebecka Dirichlet. Zur Unterscheidung vom Familienzweig seines Bruders Felix führten Paul und seine Nachkommen seit ungefähr 1871 einen Bindestrich zwischen den beiden Bestandteilen des Nachnamens.
In den Jahren 1831 bis 1833 durchlief Paul Mendelssohn-Bartholdy eine kaufmännische Ausbildung in London und Paris. Anschließend trat er in die Familienbank Mendelssohn & Co. ein, deren Teilhaber er 1838 wurde.

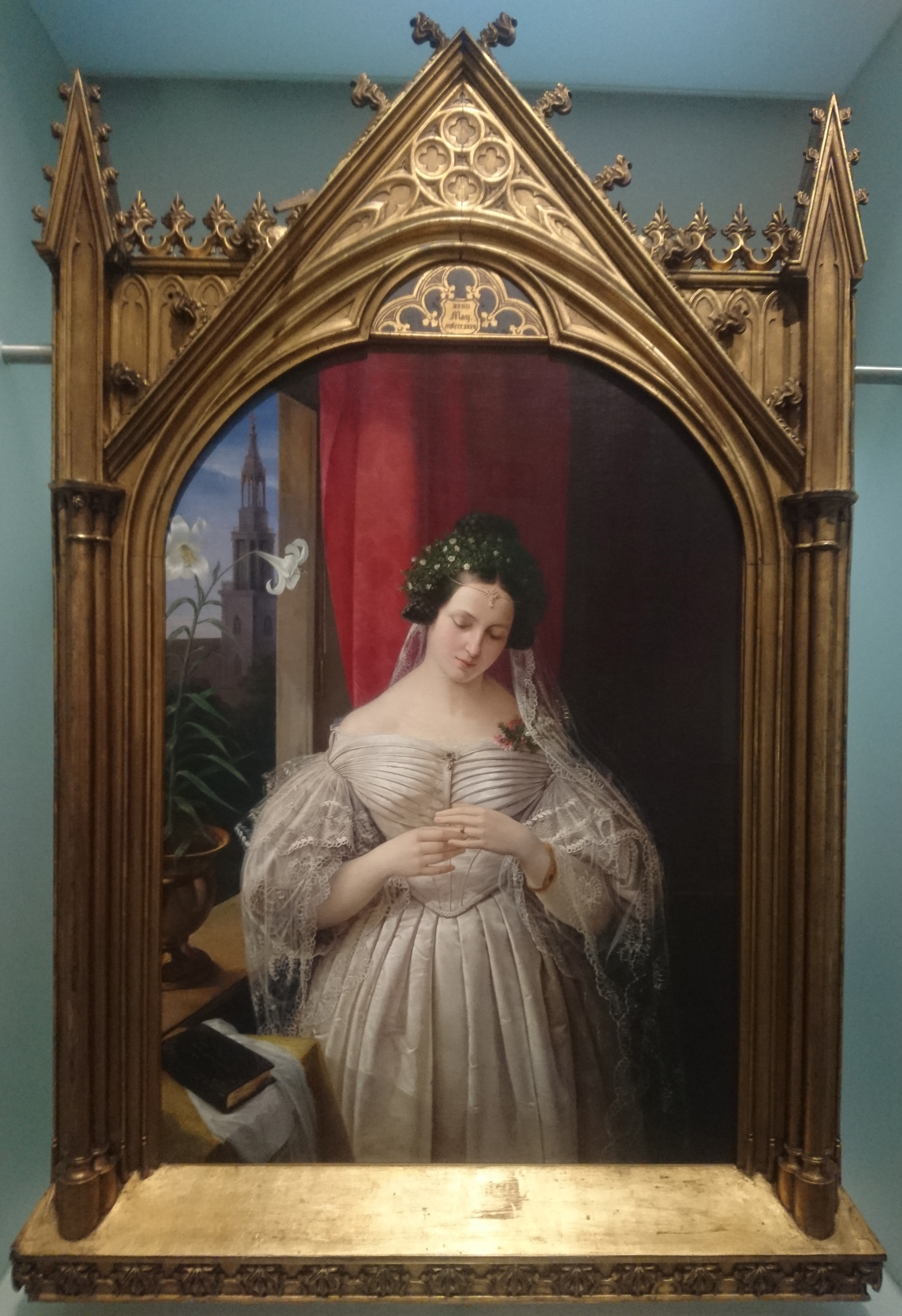
Albertine Mendelssohn Bartholdy, Gemälde von August Theodor Kaselowsky

Am 31. Mai 1835 heiratete er Albertine Heine (1814–1879), eine Tochter des Berliner Bankiers Heinrich Carl Heine und Schwester des Mathematikers Eduard Heine. Mit dieser hatte er die Kinder Pauline (1844–1863), Katharine (1846–1906), Ernst (1846–1909), Gotthold (1848–1903) und Fanny (1851–1924). Auch die Neffen Carl und Paul Mendelssohn Bartholdy und die Nichte Flora Dirichlet wuchsen nach dem Tod ihrer Eltern bei Paul Mendelssohn-Bartholdy als ihrem Onkel auf.
Im Jahr 1871 wurde Paul Mendelssohn-Bartholdy Seniorchef der Bank, in welcher er sich besonders um die Auslandskontakte, unter anderem nach Russland, sowie um die 1837 gegründete Hamburger Bank Paul Mendelssohn-Bartholdy kümmerte. Die preußische Regierung schätzte ihn als finanzpolitischen Berater, vor allem in den Jahren 1865 bis 1871.
Paul Mendelssohn-Bartholdy, der wie seine Geschwister außergewöhnlich musikalisch begabt war und gut Cello spielte, bewahrte einen Großteil des kompositorischen Nachlasses seines Bruders Felix und war Mitherausgeber einer zweibändigen Ausgabe von dessen Briefen.
Sein Grab befindet sich auf dem Dreifaltigkeitsfriedhof I in Berlin-Kreuzberg.

## Werke (Herausgeber)
- Paul Mendelssohn-Bartholdy (Hrsg.): Reisebriefe aus den Jahren 1830 bis 1832 von Felix Mendelssohn Bartholdy. 7. Auflage. Hermann Mendelssohn, Leipzig 1865, (Digitalisat)
- Paul Mendelssohn Bartholdy, Carl Mendelssohn Bartholdy (Hrsg.): Briefe aus den Jahren 1833 bis 1847 von Felix Mendelssohn Bartholdy. 5. Auflage. Hermann Mendelssohn, Leipzig 1865, (Digitalisat)